# Joe Lapchick
Joseph Bohomiel Lapchick (né le 12 avril 1900 à Yonkers, New York – mort le 10 août 1970 à New York) est un ancien joueur de basket-ball américain qui est connu pour avoir majoritairement joué pour les Original Celtics dans les années 1920 et 1930. Il est souvent considéré comme le meilleur pivot de son époque, en concurrence avec Tarzan Cooper à la fin de sa carrière.
Après avoir mis un terme à sa carrière de joueur en 1937, Lapchick devient l'entraîneur principal de l'université de St. John's et le reste jusqu'en 1947. Il devient alors entraîneur des Knicks de New York en NBA. Lapchick entraîne les Knicks jusqu'en 1957, menant la franchise à trois finales consécutives de 1951 à 1953. Il retourne ensuite à St. John's, qu'il entraîne jusqu'en 1965.